# Evolučně vývojová biologie
Evolučně vývojová biologie (evoluce vývoje nebo také  evo-devo) je obor biologie, který srovnává vývojové procesy různých organismů ve snaze najít jim společného předka a objevit jak vývojové procesy procházely evolucí. Zkoumá původ embryonálního vývoje; jak přizpůsobení a modifikace vedly k produkci nových znaků, jako například peří v případě dinosaurů. roli fenotypické plasticity v evoluci; jak ekologie ovlivňuje vývoj a evoluční změnu a vývojové předpoklady konvergence a homologie.
Přestože zájem o spojení ontogeneze a fylogeneze sahá zpět do devatenáctého století, moderní obor evo-devo získal hlavní impuls rozvojem teorie genů regulující vývoj embryí v modelových organismech. Hlavní hypotézu je stále za těžko testovat neboť se organismy velice liší ve své tělesné stavbě.
Přesto, zdá se, že evoluce skutečně vytváří nové geny z části těch starých (molekulární ekonomie), evo-devo demonstruje, že evoluce mění své vývojové procesy k vytvoření nových úspěšných struktur ze starých genových sítí (jako například struktura čelisti se velmi liší od kůstek ve středním uchu) nebo zachová (molekulární ekonomie) podobný program ve svém hostitelském organismu, to můžeme vidět třeba ve vývoji genů pro oko měkkýšů, hmyzu i bezobratlých.
 Zpočátku byl hlavní zájem v důkazu homologie v buněčných a molekulárních mechanismech, které regulují plán těla a vývoj orgánů. Nicméně, další výzkum sleduje spíše vývojové změny spojené se speciací.

## Základní princip
Darwinova evoluční teorie staví na třech principech: přirozeném výběru, dědičnosti a variaci. Ve své době Darwin napsal, že tyto principy nejsou s výjimkou výběru dobře chápány. Ve čtyřicátých letech 20. století ale principy Mendelovy  dědičnosti vysvětlily obojí, což vedlo ke slavné moderní syntéze. Až do 80. a 90. let však data z porovnávaných molekulárních sekvencí mezi všemi druhy organizmů však tento princip nebyl prokázán experimentálně.
Dnes je model tvoření mutací velmi dobře popsaný. Přesto, vývojové mechanizmy nejsou dostatečně dobře popsané na to, aby věrohodně vysvětlily, které druhy fenotypických variací mohou vzrůst v každé generaci až na úroveň alel. Evolučně-vývojová biologie studuje jak funguje dynamika vývoje a pokouší se určit variaci fenotypů v závislosti na genové variaci a jak ovlivňuje evoluci fenotypů (přesněji její směr). Zároveň se evo-devo zaměřuje na vývoj samotný.
Někteří výzkumníci z oblasti evolučně-vývojové biologie si myslí, že ve skutečnosti pouze prohlubují poznatky molekulární genetiky a vývojové biologie do nové evoluční syntézy.
Evolučně-vývojová biologie byla do jisté míry aplikována již dříve. Jedním ze zásadních bodů je modularita: Jak je již dlouho známo, rostliny a zvířata mají těla modulární, jsou organizována jako celek propojených samostatných orgánů. Některé z nich se v těle opakují, například prsty či žebra. Evo-devo hledá genetické a evoluční principy v rozdělování embryí na oddělené a částečně nezávislé systémy.  

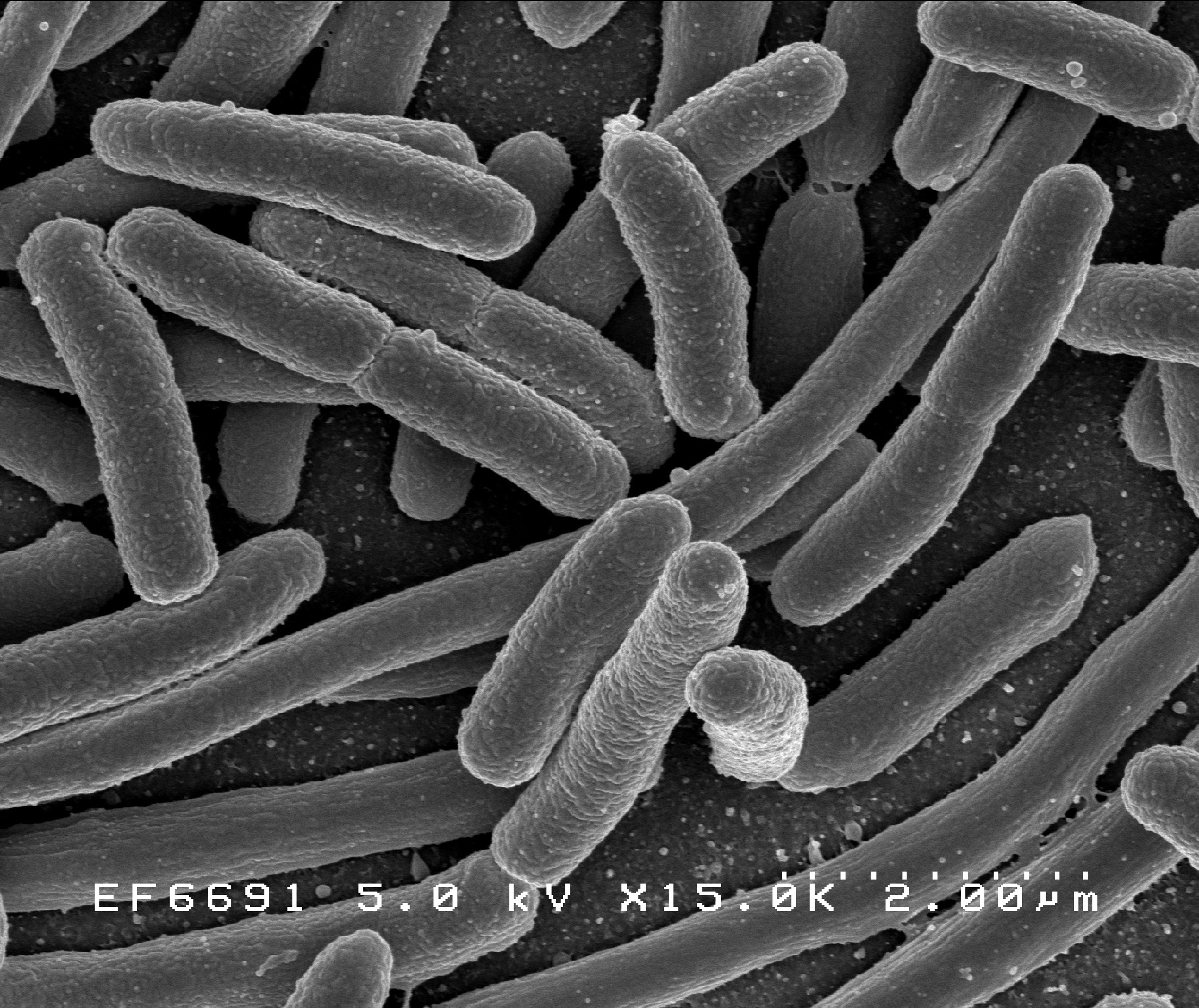
Escherichia coli

Dalším zásadním bodem je poznání, že některé funkce produktů genů přepínají tam, kde je třeba, pokud například přijmou signály rozkladu. Geny tvoří proteiny, z nichž se některé chovají jako části struktury buněk a jiné zase jako enzymy, které regulují mnoho biochemických cest v organismu. Většina biologů pracuje s moderní syntézou uvažovanou tak, že organismy svou evolucí přímo reflektují části svých genů. Modifikace existují, pokud probíhá evoluce nových, biochemických cest (a univerzálně, evoluce nových druhů organismů) závisí na specifických genetických mutací. Roku 1961 však Jacques Monod, Jean-Pierre Changeux a Francois Jacob objevili za pomocí genu Escherichie coli, že se v jádru skutečně mohou produkují jiné látky v závislosti na okolí. Později bylo také objeveno, že určité geny zvířat, mohou ovlivňovat stejným mechanismem působení jiných genů. Tyto objevy přilákaly pozornost biologů k faktu, že geny mohou být účelně „přepínány“ spíše než být za všech okolností aktivní a že velmi druhově variabilní organismy (jako Drosophila melanogaster) mohou stejné geny užít pro embryogenezi, pouze je jinak regulují.
Podobný systém funguje, pokud je vzhled organismu narušen mutací v promotorových genových oblastech těch částí DNA, které produkuje některé geny spojené se s ovládáním aktivit stejných či podobných genů, a to nejen těch bílkovinotvorných. Tento poznatek poukazuje na zásadní důvod tvoření rozdílností mezi různými druhy (dokonce i mezi rozdílnými kmeny), a totiž, že kvůli menší rozdílnosti v obsahu jejich produktů genů než v jejich nakládáním s uloženými geny. Z toho plyne závěr, že velké evoluční změny v morfologii organismu jsou spojeny s jejich změnami na regulaci genů, spíše než s evolucí nových genů, proto Hox geny a jiné „přepínací“ mohou hrát velkou roli v evoluci, což se zdá být v rozporu s neo-darwinistickou syntézou
Další působení evo-devo se projeví ve vývojové plasticitě, základem rozlišení, že fenotypy organismů nejsou jednotně určené jejich genotypy- Pokud je generace fenotypů podmíněna podmínkami, ve kterých žije, evoluce může být tvarována „primárně-fenotypickou“ cestou, s nadcházející změnou v genech spíše než způsobováním morfologické změny nebo jiných fenotypických novinek ve vzhledu organismu. Mary Jane West-Eberhard takto argumentovala roku 2003 ve své knize Developmental plasticity and evolution.

## Historie
Raná verze rekapitulační teorie, byla protlačována Étienne Serresem v 1824–26 to vešlo ve známost jako "Meckel-Serresův zákon" což pomohlo najít spojitost mezi srovnávací embryologií a "jednotným vzorem" mezi známými organismy.
V O původu druhů (1859) Charles Darwin navrhuje evoluci přirozeným výběrem, centrální teorii moderní biologie. Darwin rozpoznal význam embryonálního vývoje v poznání evoluce a její spojitostí s Baerovým klíčem k rozlišování druhů.
Ernst Haeckel (1866), ve snaze spojit lamarckismus a Darwinův přirozený výběr s přírodní filozofií, navrhl teorii, že "ontogeneze" je výsledkem fylogeneze, tedy, že vývoj embrya každého druhu (ontogeneze) plně opakuje vývoj druhu (fylogenezi), a to ve shodě s Geoffroyho lineárním modelem spíše než jak si představoval Darwin.
Haecklův koncept vysvětloval například proč lidé, ale i obecně obratlovci mají stále žaberní štěrbiny a ocasy v průběhu ontogenetického vývoje. Jeho teorie však nebyla uznávaná. Přesto, jeho teorie se částečně vrátila zpátky s moderní evoluční syntézou.
John R. Horner začal svůj projekt "Jak postavit dinosaura" v roce 2009 ve spojení se svou stejnojmennou knihou. S využitím principů evo-devo, vzal embryo kuřete a donutil ho vlivem okolí se změnit tak, že vyrostlo v jedince připomínající dinosaura. Úspěšně vypěstoval zárodky zubů a v současnosti pokračuje v práci na pěstování ocasu a změny křídel a drápů. Horner využil evo-devo na kuřeti protože, věděl, že není možné vytvořit přesnou repliku dinosaura, protože se dosud nenašly žádné zachované vzorky jejich DNA.